# 인구항
인구항은 강원특별자치도 양양군 현남면 인구리에 있는 어항이다. 2007년 3월 22일 어촌정주어항으로 지정되었다. 시설관리자는 양양군수이다.

## 현황
인구리 마을은 동산항 주변보다 크나 항구는 동산항보다 작다. 항구 주변 시설이 확장되고 있으며 항포구 내를 순환하는 도로가 개설되었으며 항구 내에 해수욕장이 있다. 북으로는 동산해수욕장, 죽도 해수욕장, 남으로는 광진리 해수욕장이 이어져 있다.

## 어항 구역
- 수역: 본 방파제 기점 북측지점(X:496,493.909 Y:179,308.113)에서 남동방향으로 170m 이동한 점(X:496,351.155 Y:179,400.424)과 이 점에서 정남방향으로 100m 이동한 점 (X:496,251.155 Y:179,400.424), 이 점에서 정서방향으로 육지부를 연결한 선(X:496,251.155 Y:179,041.733)을 따라 형성된 공유수면(67,348m2)[1]
- 육역: 양양군 현남면 인구리 1-106 외 3필지(12,297m2)[2] (상세내역 생략)

## 개발 계획
2010년 10월 7일 양양군이 고시한 개발계획은 다음과 같다.
- 방파제 250m(보강 181m), 방사제 224m, 물양장 50m, 호안 232m, 준설 1식, 기능시설 1식, 복지관광시설 1식[1]